# مارغاريتا بينغتسون
مارغاريتا بينغتسون (بالسويدية: Margareta Bengtson)‏ هي مغنية وعازفة الجاز سويدية، ولدت في 1966.

## وصلات خارجية
- مارغاريتا بينغتسون على موقع ميوزك برينز (الإنجليزية)
- مارغاريتا بينغتسون على موقع ميوزك برينز (الإنجليزية)
- مارغاريتا بينغتسون على موقع ديسكوغز (الإنجليزية)
- مارغاريتا بينغتسون على موقع ديسكوغز (الإنجليزية)